# Sumiyoshi Jokei

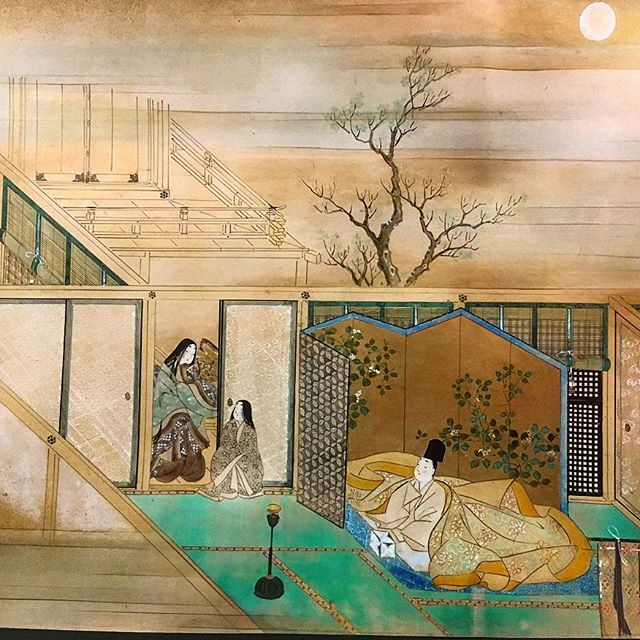
Genji-Monogatari (Ausschnitt)

Sumiyoshi Jokei (japanisch 住吉 如慶, eigentlicher Name: Sumiyoshi Hiromichi (住吉 広道); geb. 1599 in der Provinz Izumi; gest. 18. Juli 1670) war ein japanischer Maler und Begründer der Sumiyoshi-Schule zu Beginn der Edo-Zeit.

## Leben und Werk
Sumiyoshi Jokei könnte der zweite Sohn des Tosa Mitsuyoshi und damit der jüngere Bruder von Tosa Mitsunori gewesen sein. Möglicherweise war er einfach ein Schüler Mitsuyoshis. Zunächst war er mit der Tosa-Schule in Kyōto verbunden, wechselte dann aber nach Edo und gründete dort seine eigene Schule. Auf Anweisung des Kaisers Go-Sai änderte er seinen Namen bei der Ernennung zum offiziellen Maler des Sumiyoshi-Schreins in Sumiyoshi. Er wurde zudem offizieller Maler (御用絵師, Goyō-eshi) des Shogunats und erhielt den Ehrentitel Hokkyō und den höheren Titel Hōgen. – Am Ende seines Lebens wurde er Mönch.
Jokei bemühte sich – ebenso wie die Tosa-Schule – um eine Wiederbelebung des Yamato-e, also des alten eigenen Malstils Japans. Beide Schulen existierten dann nebeneinander bis zum Ende der Edo-Zeit. – Zu den überkommenen Werken zählen die Kopie des Nenjū gyōji emaki (年中行事絵巻), eine Bildrolle mit Beschreibungen der jährlichen religiösen Feste, was belegt, dass er sich mit der Erforschung klassischer Malerei beschäftigt hat. Die weiteren dekorativen Bildrollen zeigen keine Weiterentwicklung gegenüber dem Standard, den die Tosa-Schule gesetzt hatte. Dazu gehören die „Chrysanthemen-Skizzen“ (菊花写生図巻, Kikuka shasei emaki), eine Bildrolle zum Ise Monogatari, eine Bildrolle zum Genji Monogatari, die „Geschichte des Tōshōgū“ (東照宮縁起絵巻, Tōshōgū engi emaki), eine Verklärung des Lebens von Tokugawa Ieyasu im Besitz des Nikkō-Schreins. Letzteres Werk schuf er zusammen mit seinem Sohn Gūkei (住吉具慶).

## Bilder zum Ise-Monogatari

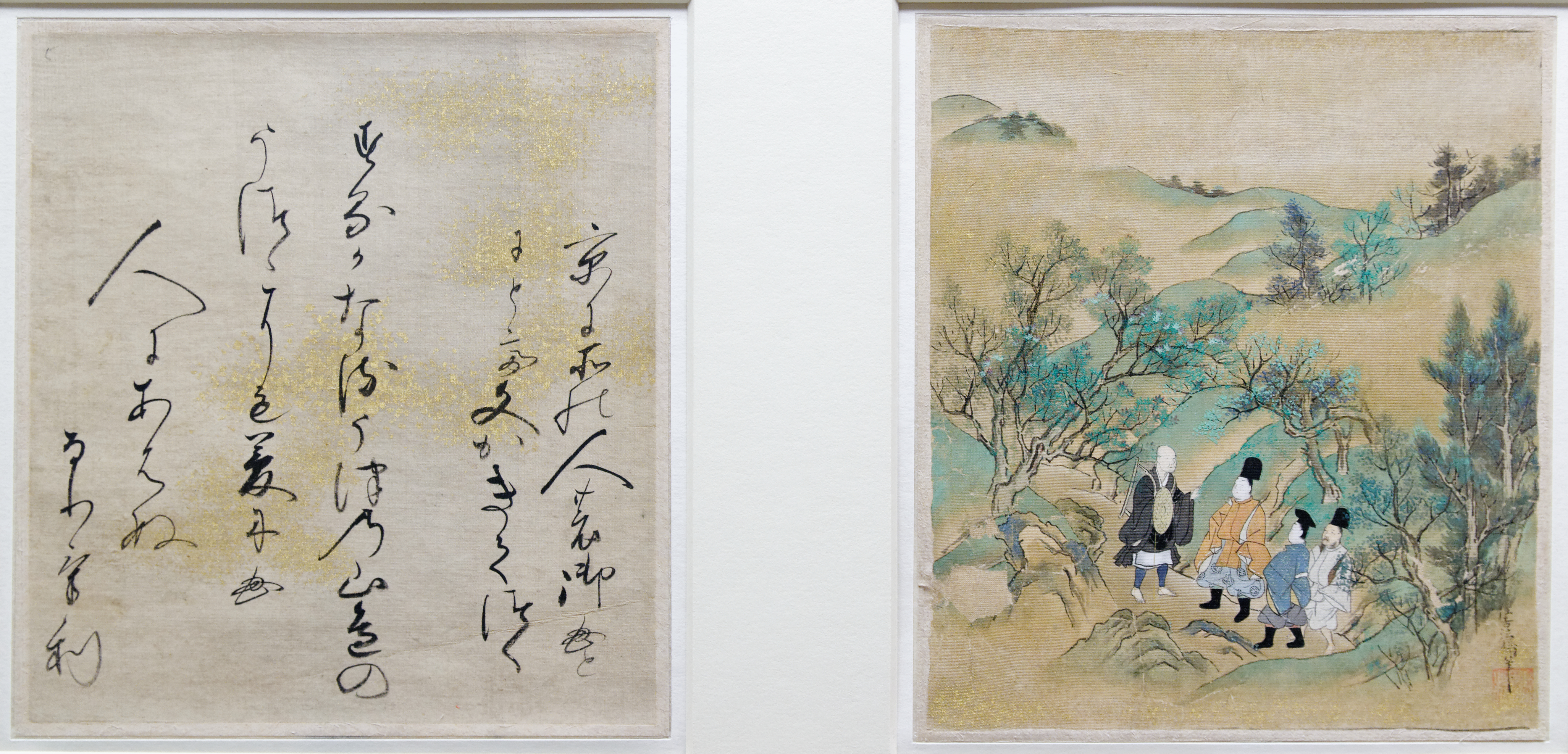
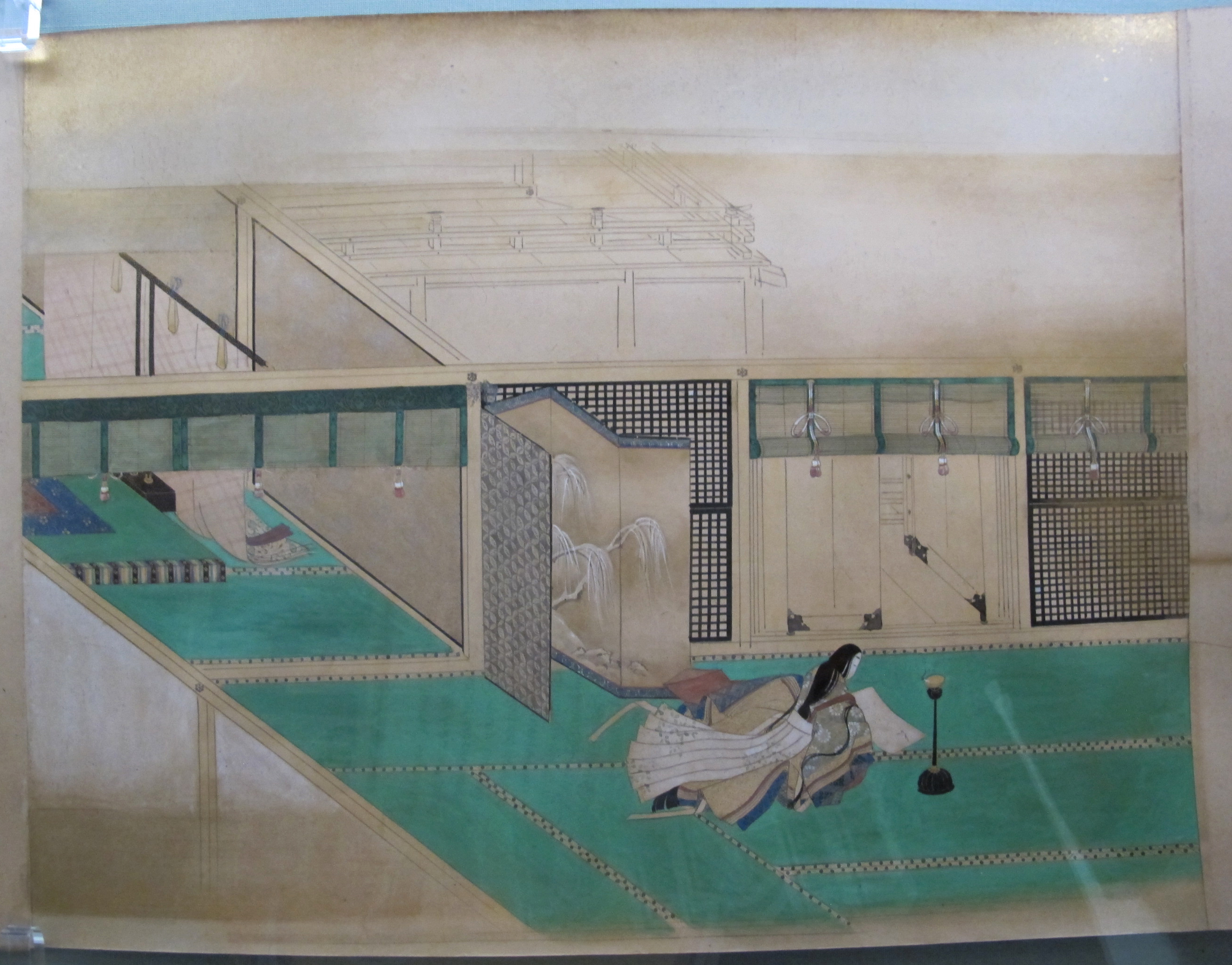
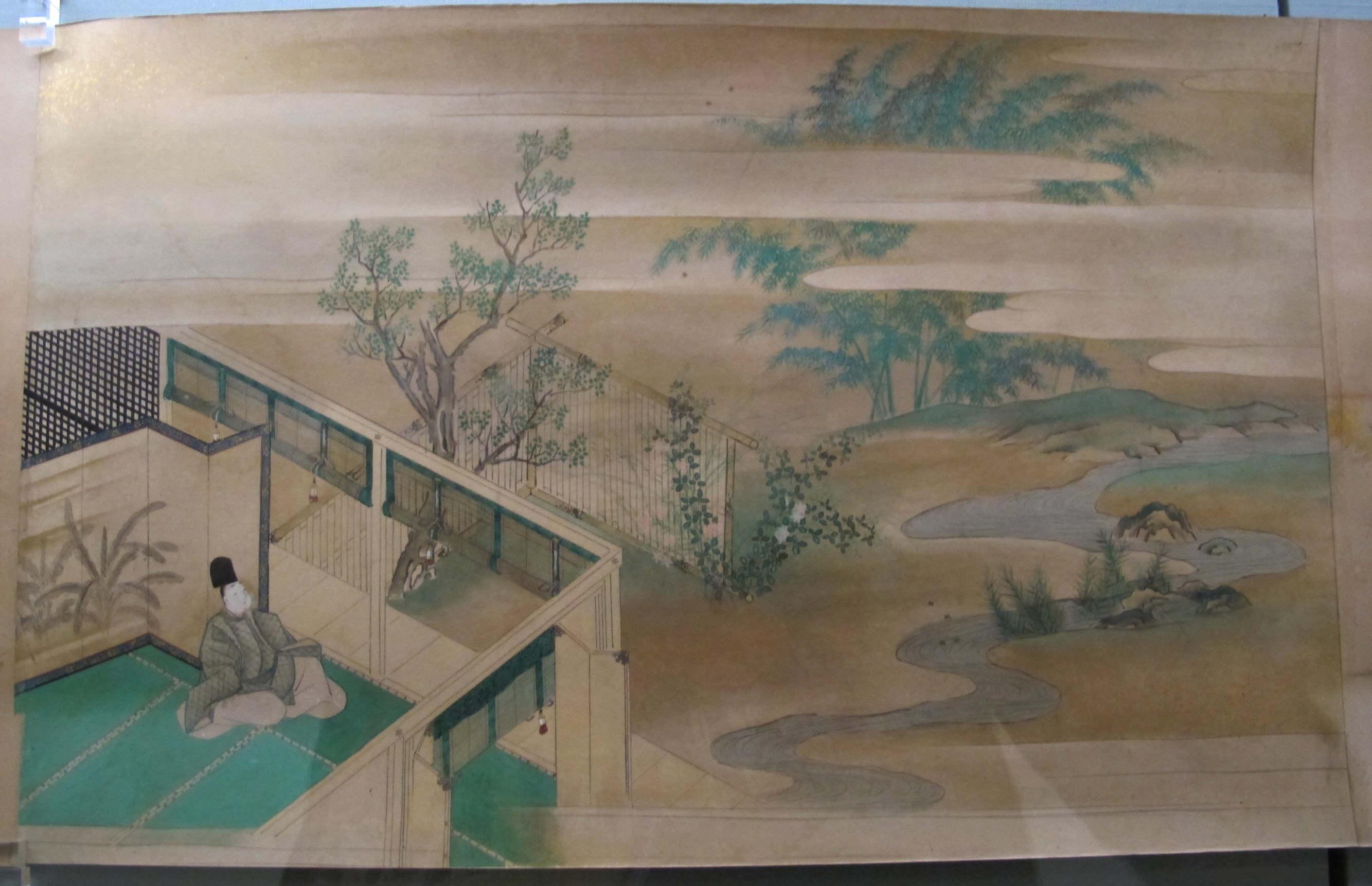
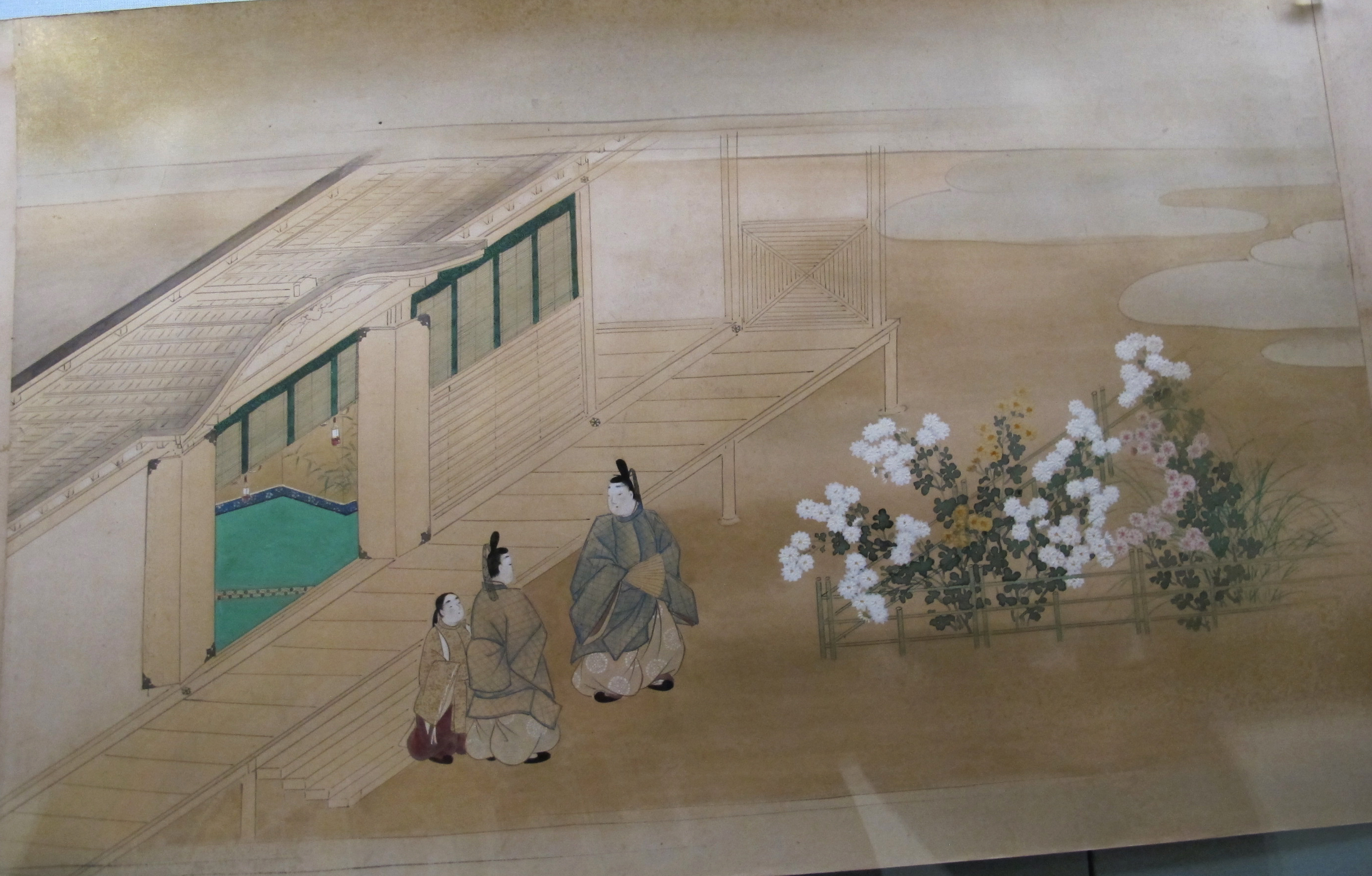